# 예임
예임(1993년 9월 18일 ~)은 대한민국의 가수다. 2018년 싱글 앨범 [길모퉁이]로 데뷔했다.

## 방송
- 너의 목소리가 보여 5 (2018)
- 내일은 미스트롯 (2019) - Top94

## 음반
- Yeim 1st Single Album '길모퉁이' (2018)
- 이별이 떠났다 OST Part.4 (2018)
- 이별이 떠났다 OST (2018)
- 먼저 말해줘 (2018)